# Konspiráció
A konspiráció a titkosszolgálatok, valamint illegális, földalatti politikai vagy bűnöző szervezetek felépítésének, tevékenysége módszereinek jellemzője, ami lehetővé teszi a titkos tevékenység biztonságos megszervezését. Az ilyen szervezet által folytatott tevékenység az illetéktelenek elől rejtve, fedve, leplezve folyik.
A szó másik jelentése az összeesküvés szinonimája. 

## A titkosszolgálatok konspirációja
A külső konspiráció szerepe hasonló az informatikában alkalmazott tűzfalakhoz. Célja az, hogy megakadályozza az illetéktelenek hozzáférését a belső információkhoz, lezárja az informális vagy véletlen kiszivárogtatást. A konspiráció különösen a külföldön folytatott hírszerző tevékenység esetében fontos, hiszen ott az egész ellenséges állami apparátus és a társadalom elől rejteni kell a tevékenységet. Az elhárítás esetében az a legfontosabb, hogy a potenciális ellenfél, a leleplezendő külföldi kémek, illetve a „belső ellenség” tagjai elől maradjon rejtve az elhárító személye és tevékenysége.
A titkosszolgálati tevékenységnek a konspiráció által védendő legfontosabb területei a következők:
- a hírigények, a tevékenység konkrét céljai
- az alkalmazott erők, eszközök, módszerek
- a tevékenység tervei, dokumentumai, okmányai
- az akciók, műveletek, kombinációk, játszmák, csapdák, dezinformációk és ezek részletei
- a rejtjelzés minden részlete
- a kapcsolattartási formák, a találkozók rendje, a személyi és tárgyi postaládák
- a már megszerzett információk tartalma, formája, mennyisége
- az információk forrásai, az informátorok személye, tevékenységük adatai
- az információk értékelésének módszerei, eredményei
- a titkosszolgálati tevékenység infrastruktúrája, pénzügyi és technikai háttere
- a speciális kutatási-fejlesztési tevékenység feladatai, eredményei
- a titkosszolgálati tevékenység kitűzött jövőbeli feladatai.

## Legenda
A legenda, mint titkosszolgálati szakkifejezés, a külső konspiráció egyik legfontosabb eszköze, módszere. Előre kidolgozott, a valóság elemeire épülő, nagyrészt ellenőrizhető, dokumentumokkal is alátámasztott fedőtörténet, magyarázat, amely a titkosszolgálati személyek előéletére, illetve a konkrét akciókra vonatkozik, azok leplezésére és legalizálására szolgál. A legenda lehet összetett, komplex történet, életrajzi elemekkel, a fedőtevékenység teljes kibontásával, életvitel, kapcsolati kör hozzárendelésével, de vonatkozhat egy-egy időben korlátozott akció fedésére, a külső szemlélő számára szolgáló megmagyarázására is.

## Dezinformáció
A dezinformáció egy célország szélesebb csoportjainak hamis információkkal való megtévesztése. Ennek érdekében a hírforrásokat és médiát igyekeznek a titkosszolgálat érdekeit szolgáló véleményekkel ellátni, azok terjesztését elősegíteni. 
Más megközelítésben a dezinformációnak nevezünk minden szándékosan szerkesztett, konstruált, létrehozott tartalmat, legyen az szöveg, kép, videó, hang, amelynek célja a megtévesztés, félretájékoztatás, lejáratás, propaganda, pénzszerzés, lájkvadászat vagy követők szerzése. A tevékenység fenyegetést jelenthet a demokratikus folyamatokra és értékekre, de akár a közélet egy specifikus részét is érintheti, mint például az egészségügy, tudomány, oktatás vagy gazdaság.
Lényeges technikák egyrészről a lényeges hamisított változatainak terjesztése, másrészről a olyan tömegbázis kiépítése, melyek kívánt véleményt magukénak vallják.
Az álhíreknek logikailag számos elkülöníthető fajtája van: a szatíra, mely humorosan de már megismerteti a kívánt véleményt; bár valós de félrevezető tartalom; hamis tartalom egy ismert médiumhoz megtévesztően hasonlító felületen; kiragadott tartalmak keverésével hamis következtetések állítása; valós és kitalált hírek keverése; teljesen kitalált hírek terjesztése.
A gyorsan elérhető célok mellett az öntudatosság általános csökkentése is szerepet kaphat: például a társadalmi ellentétek szításával az általános bizalom csökkentése.

## Belső konspiráció
A belső konspiráció követelményei ugyanilyen szigorúak. A szervezet külső behatolás elleni önvédelme céljából a szolgálaton belül is korlátozott az információkhoz való hozzáférés. Szigorúan be kell tartani azt az elvet, hogy minden résztvevő csak annyit tudjon a részletekről, amennyi munkájának ellátásához szükséges. (Az ismert angol kifejezéssel: need to know.) A szabályok biztosítják a szolgálati és államtitkot ismerők körének pontos körülhatárolását, optimális minimumra csökkentését. Ez a titkosszolgálati információk hivatalos címzettjeire, felhasználóira is vonatkozik; ők megismerhetik az információ feldolgozott tartalmát, hisz ez a tevékenység végső célja, de azok forrását, a megszerzés módszereit nem. A belső konspiráció nem bizalmatlanság, hanem működési alapelv. Megsértése, a dekonspirálódás súlyos „rendkívüli esemény”.